# Piero Mocca
Piero Mocca (Palazzolo Vercellese, 5 aprile 1921 – ...) è stato un calciatore italiano, di ruolo difensore.

## Carriera
Dopo aver debuttato nel campionato di Serie B 1938-1939 con la Pro Vercelli ed aver militato in seguito nel Cuneo, nel dopoguerra torna a giocare con la Pro Vercelli in Serie B nella stagione 1946-1947 disputando due campionati cadetti per un totale di 54 presenze. Nel 1945 disputa con la Pro Patria il Torneo Benefico Lombardo.
Nel 1948 passa allo Spezia e disputa altri tre campionati di Serie B totalizzando 87 presenze, prima della retrocessione in Serie C avvenuta nel 1951. Gioca con lo Spezia fino al 1954 con la squadra che subisce altre due retrocessioni scendendo fino alla Promozione ligure.